# Inversione di astrazione
Con inversione di astrazione, in informatica, si indica il procedimento utilizzato per creare una astrazione.
Ad esempio se il linguaggio di programmazione usato da un utente non supportasse nessun meccanismo di lock-crossthread e lo volessi implementare con una classe che usa una transazione su DB, starei creando una classe che dovrebbe esporre una funzionalità molto astratta (perché utilizzabile dovunque) con una implementazione pesante e particolarmente caratterizzata dal DBMS su cui gira. 
L'astrazione inversa è un esempio di anti-pattern.